# Мост на реци Квај (филм)
Мост на реци Квај (енгл. The Bridge on the River Kwai) је британско-амерички епски ратни филм из 1957. године, режисера Дејвида Лина, базиран на истоименом роману француског писца Пјера Була. Филм користи историјски амбијент изградње Бурманске железнице у периоду од 1942. до 1943. године. Главне улоге тумаче Алек Гинис, Сесуе Хајакава, Џек Хокинс и Вилијам Холден.
Филмски сценарио је првобитно написао Карл Форман, којег је касније заменио Мајкл Вилсон. Оба сценариста су морала да раде у тајности, јер су били на холивудској црној листи и побегли у Уједињено Краљевство како би наставили да раде. Као резултат тога, Бул, који није говорио енглески језик, потписан је и додељена му је награда Оскар за најбољи адаптирани сценарио; много година касније, Форман и Вилсон су постхумно добили награду Оскар.
Мост на реци Квај се нашироко сматра једним од најбољих филмова икада снимљених. Био је најуспешнији филм по заради 1957. године и добио је похвале од стране критичара. Филм је освојио седам Оскара, укључујући и онај за најбољи филм. Године 1997, Конгресна библиотека је одабрала филм за чување у Националном регистру филмова због свог „културног, историјског и естетског значаја”. Такође је био укључен и на листу најбољих филмова свих времена Америчког филмског института. Године 1999, Британски филмски институт сместио је филм на 11. место листе најбољих британских филмова 20. века.

## Радња
Почетком 1943. британски ратни заробљеници стижу у јапански затворски логор у Бурми, предвођени пуковником Николсоном. Један од осталих затвореника које је упознао је командант Ширс из америчке морнарице, који описује стравичне услове. Николсон забрањује било какве покушаје бекства, јер им је штаб наредио да се предају, а бекство би се могло схватити као пркос наредбама. Густа џунгла која окружује логор чини бекство практично немогућим. Пуковник Саито, командант логора, обавештава нове затворенике да ће сви, чак и официри, радити на изградњи железничког моста преко реке Квај који ће повезивати Бангкок и Рангун. Николсон се противи, обавештавајући Саита да Женевска конвенција изузима заробљене официре од физичког рада. Након што су заробљени војници одведени до места градње моста, Саито прети да ће официри бити стрељани, све док мајор Клиптон, британски медицински службеник, не упозори Саитоа да има превише сведока да би могао да се извуче са убиством. Саито оставља официре да стоје цео дан по јакој врућини. Те вечери официри су смештени у казнену колибу, док је Николсон затворен у гвозденој кутији пошто је за казну претучен. Ширс успева да побегне, али бива рањен. Он је залутао у сијамско село, где му локално становништво помаже да се опорави и на крају стиже у британску колонију Цејлон.
Са роком завршетка у мају, радови на мосту су катастрофални. Затвореници раде што мање и саботирају све што могу. Поред тога, јапански инжењерски планови су лоши. Ако Саито не испоштује свој рок, био би у обавези да изврши ритуално самоубиство. Очајан, он користи годишњицу победе Јапана у Руско-јапанском рату као изговор да сачува образ и најављује општу амнестију, пуштајући Николсона и његове официре и ослобађајући их физичког рада. Николсон је шокиран лошим послом који обављају његови људи и наређује изградњу исправног моста, који ће да преживи рат и да служи као знак признања домишљатости британске војске током наредних векова. Клиптон се противи, верујући да је ово сарадња са непријатељем.
Ширс ужива у свом болничком боравку на Цејлону када га британски мајор Варден позива да се придружи мисији командоса да уништи мост пре него што буде завршен. Ширс покушава да изађе из мисије признајући да се током заробљеништва представљао као официр, очекујући бољи третман Јапанаца. Варден одговара да је то већ знао и да се америчка морнарица сложила да га пребаци у британску војску, као и да је Ширс добио мајорску комисију, како би избегао срамоту. Схвативши да нема избора, Ширс се добровољно пријављује.
Командоси искачу падобранима у Бурму. Варден је рањен у сусрету са јапанском патролом, па остали морају да га носе на носиљци. Он, Ширс и Џојс стижу до реке на време уз помоћ сијамских домороткиња и њиховог сеоског поглавара Кхун Јаија. Под окриљем таме, Ширс и Џојс постављају експлозив на куле моста. Воз који превози важне угледнике и војнике требало би да први пређе мост наредног дана, а циљ Вардена је да их уништи обоје. До зоре је ниво реке опао излажући жицу која повезује експлозив са детонатором. Николсон уочава жицу и скреће Саитоову пажњу на њу. Како се воз приближава, њих двојица журе на обалу реке да истраже. Џојс, који управља детонатором, излази из свог заклона и убија Саита ножем. Николсон зове у помоћ, покушавајући да спречи Џојса да дође до детонатора. Када јапанска војска отвори ватру и убије Џојса, Ширс долази да помогне, али је и сам упуцан. Препознавши умирућег Ширса, Николсон узвикује: „Шта сам учинио?”.
Варден пуца из мерзера, рањавајући Николсона. Ошамућени пуковник посрће према детонатору и пада на њега, дижући у ваздух мост и долазећи воз који пада у реку. Варденова мисија је извршена, али он осећа кривицу зато што су његови људи убијени. Сведочећи покољу, Клиптон одмахује главом мрмљајући: „Лудило! ... Лудило!”

## Улоге
| Глумац         | Улога               |
| -------------- | ------------------- |
| Вилијам Холден | поручник/мајор Ширс |
| Алек Гинис     | пуковник Николсон   |
| Џек Хокинс     | мајор Варден        |
| Сесуе Хајакава | пуковник Саито      |
| Џејмс Доналд   | мајор Клиптон       |
| Џефри Хорн     | поручник Џојс       |

## Награде и номинације

### Оскар
| Награде                     | Особа                               |
| Најбољи режисер             | Дејвид Лин                          |
| Најбољи глумац              | Алек Гинис                          |
| Најбоља фотографија         | Џек Хилдјард                        |
| Најбољи филм                | Сем Спигел                          |
| Најбоља монтажа             | Питер Тејлор                        |
| Најбоља музика              | Малком Арнолд                       |
| Најбољи адаптирани сценарио | Карл Форман* Мајкл Вилсон* Пјер Бул |
| Номинације                  | Особа                               |
| Најбољи споредни глумац     | Сесуе Хајакава                      |

(* — Награђени постхумно 1984)